# Dia Mundial das Abelhas
O Dia Mundial das Abelhas foi estabelecido pela ONU durante a Assembleia Geral das Nações Unidas em dezembro de 2017 e é comemorado todo dia 20 de maio desde 2018. O dia escolhido foi uma homenagem ao esloveno Anton Janša, nascido em 1734 e considerado o pioneiro da apicultura moderna.
Segundo a ONU, a "data foi proclamada pela Assembleia Geral das Nações Unidas para lembrar a importância da polinização para o desenvolvimento sustentável".

O dia foi proposto pela Eslovênia.
Mês de maio na Extremadura, uma das regiões da Espanha que produz mais mel. Julio Solana Muñoz, terceira geração de uma saga de apicultores, está preocupado. Há um ano ele observa que as flores nos campos perto da sua cidade já não são tão numerosas. Suas colmeias também estão diminuindo. Nos últimos anos, a taxa de mortalidade de suas abelhas aumentou para quase 35%.
As abelhas são fundamentais para a economia de Fuenlabrada de los Montes, a cidade natal de Julio; seu mel é considerado um dos melhores da Europa e a região a que pertence, Extremadura, origina mais de 10% da produção de mel na Espanha. No entanto, as abelhas são também importantes em outras partes do mundo: três entre quatro culturas que produzem frutos ou sementes para consumo humano em todo o mundo dependem, pelo menos em parte, de polinizadores como as abelhas.
"As abelhas são a vida", diz Julio. "Sem elas, a maioria das culturas alimentares não existiriam. (FAO, 2019)- Abelha da espécie Halictus, mais comum no Hemisfério Norte.

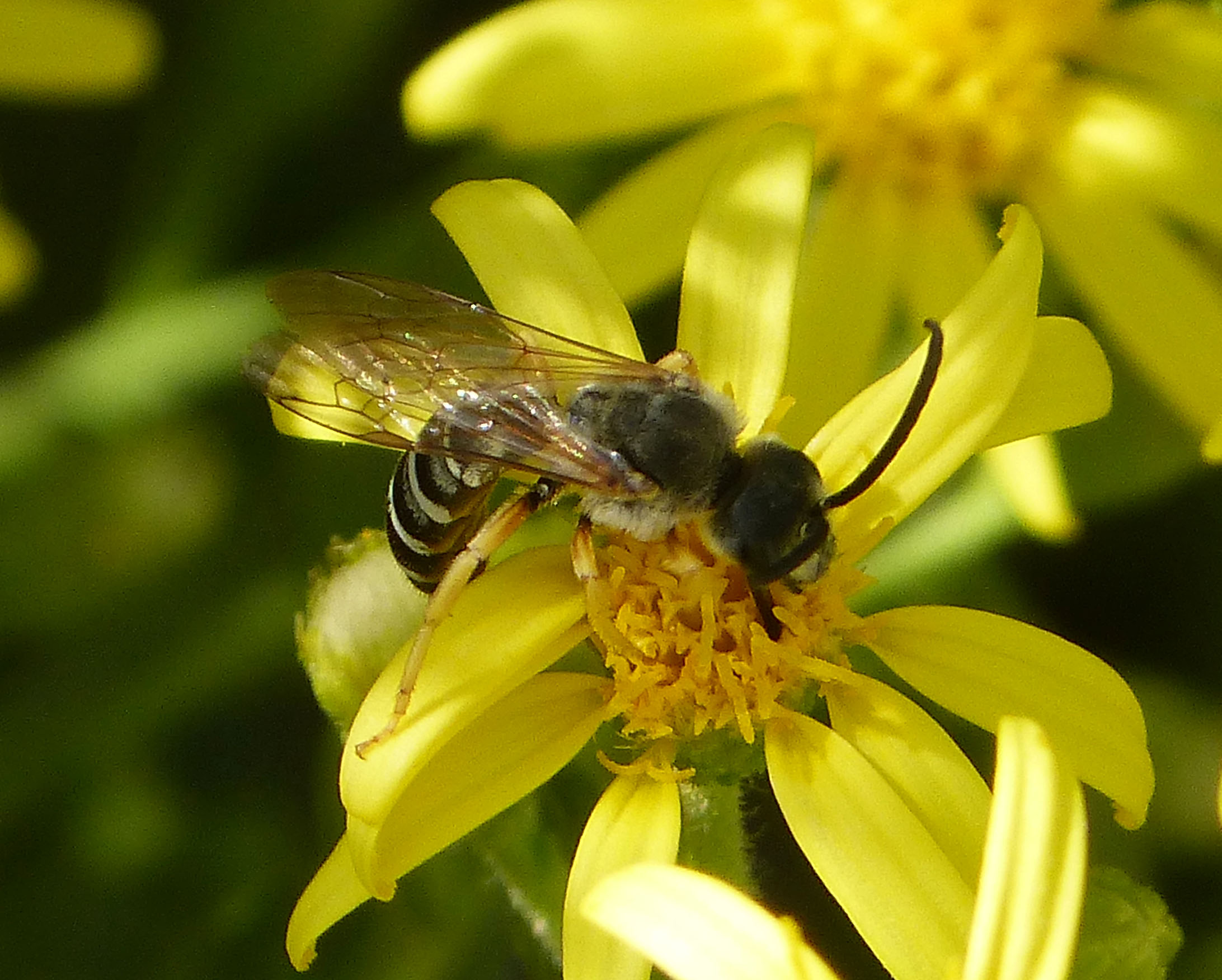
Abelha da espécie Halictus, mais comum no Hemisfério Norte.
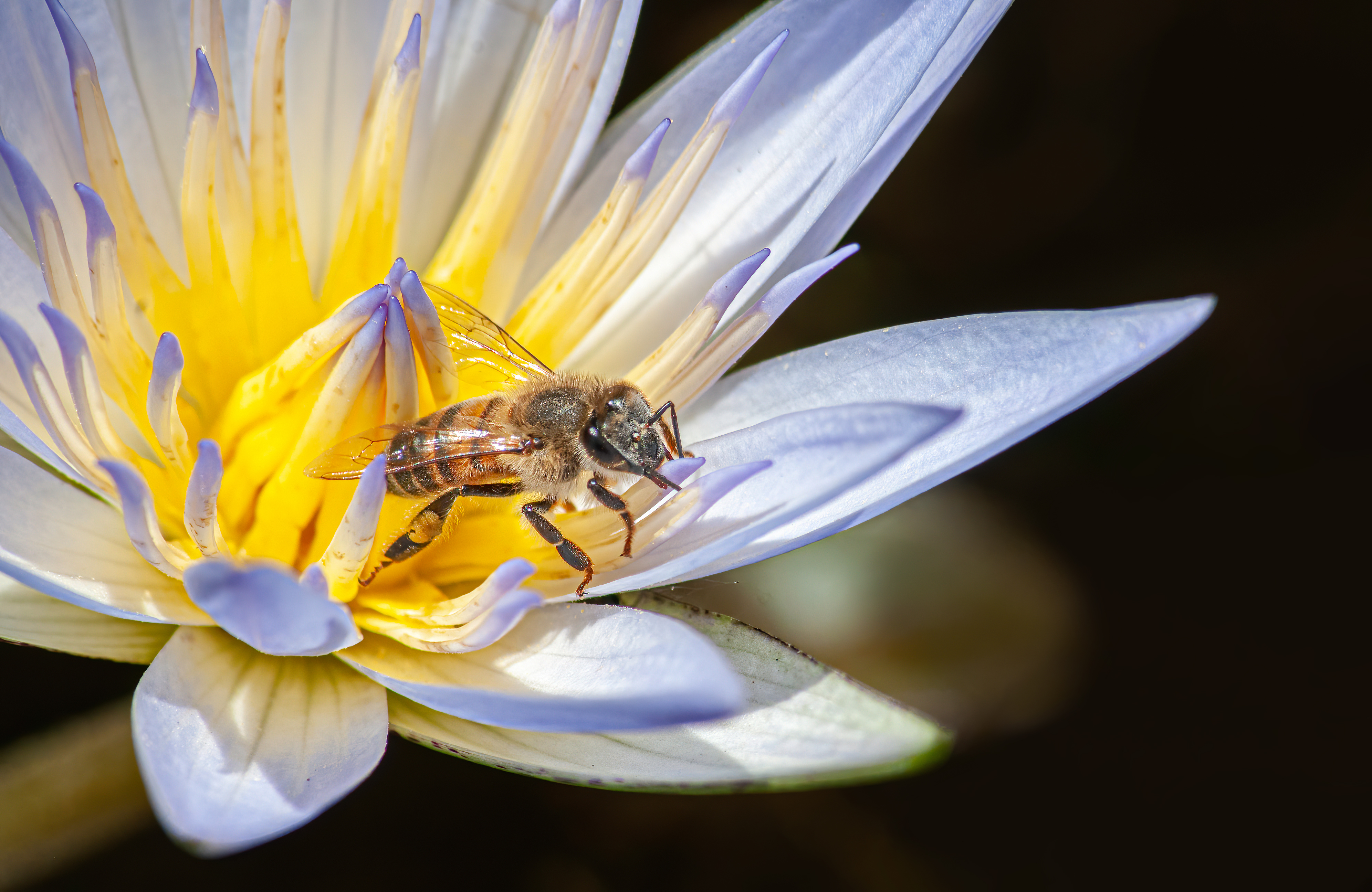
Abelha no Jardim Botânico de São Paulo.
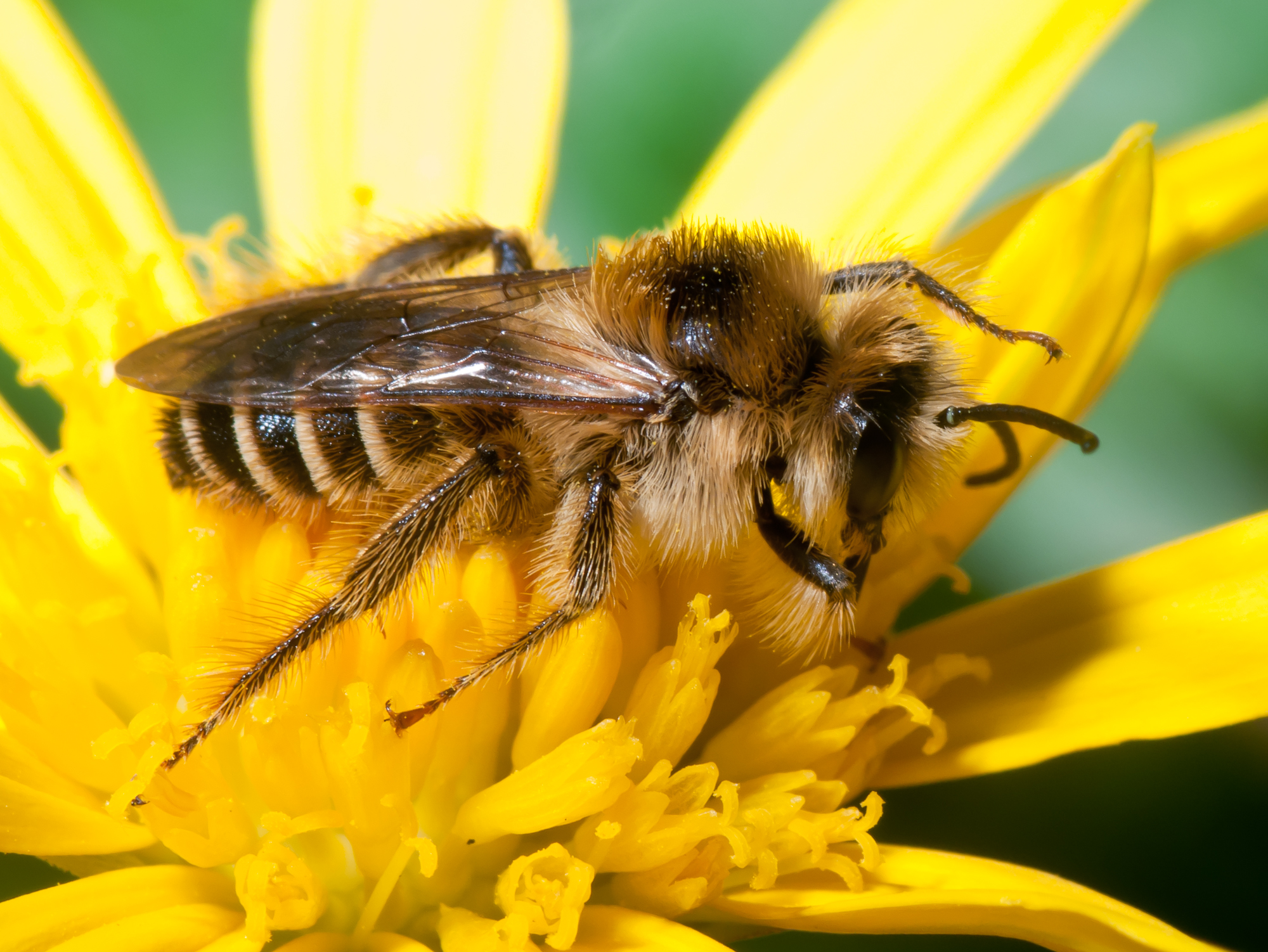
Abelha em Brión, na Espanha.
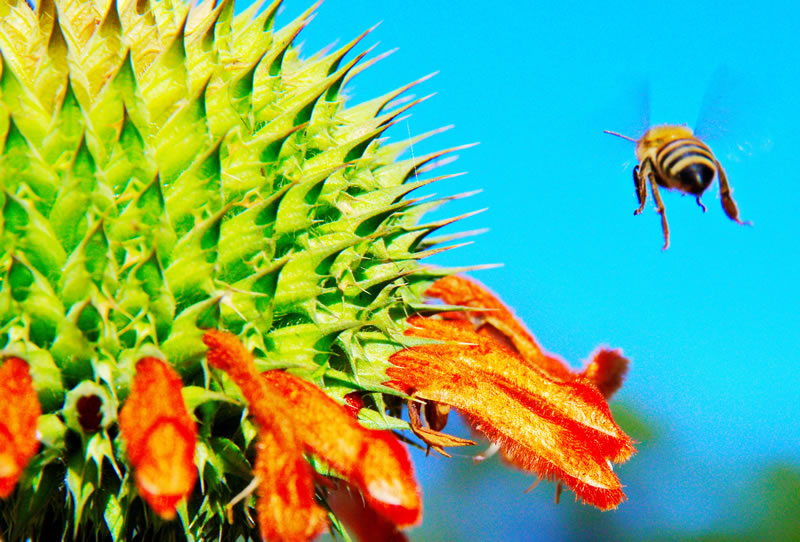
Abelha de mel africana.

## Eventos e atividades relativos à data

### Em 2020
- Na Suécia, a Princesa Herdeira Vitória levou os filhos para visitar uma colmeia e marcar a data
- No Brasil, a Embrapa lembrou a data em seu website com o texto Dia Mundial ressalta a importância das abelhas para o equilíbrio do Planeta